# Raton de Cozumel
Procyon pygmaeus · Raton laveur de Cozumel
Espèce
Statut de conservation UICN

 CR  : 
En danger critique
Répartition géographique
Le raton de Cozumel (Procyon pygmaeus), ou raton laveur de Cozumel, est une espèce de mammifère carnivore de la famille des procyonidés. En danger critique d'extinction, il est endémique de l'île de Cozumel, au large de la péninsule du Yucatan, au Mexique,.

## Classification
Clinton Hart Merriam a décrit pour la première fois le raton de Cozumel comme étant morphologiquement distinct de son parent du continent, la sous-espèce de raton laveur Procyon lotor hernandezii, en 1901. Depuis lors, d'autres scientifiques sont généralement d'accord avec l'évaluation de Merriam, en particulier Kristofer Helgen et Don E. Wilson, qui ont rejeté cette classification pour les quatre autres ratons laveurs insulaires dans leurs études en 2003 et 2005,. Par conséquent, le raton laveur de Cozumel a été répertorié comme la seule espèce distincte du genre Procyon en plus du raton laveur commun et du raton crabier dans la troisième édition de Mammal Species of the World. Une étude archéologique a montré que les Mayas de Cozumel utilisaient des ratons laveurs de stature réduite, ce qui suggère que la réduction de taille de ce raton laveur n'est pas un phénomène récent.
Aucun vrai fossile de l'espèce n'est connu, bien que des squelettes aient été trouvés sur certains sites archéologiques de l'île. L'île de Cozumel elle-même s'est séparée du continent à la fin du Pléistocène, de sorte qu'il est peu probable que l'espèce ait plus de 122 000 ans. Les données des études d'horloge moléculaire impliquent une date de divergence par rapport au raton laveur commun il y a entre 26 000 et 69 000 ans.

## Description

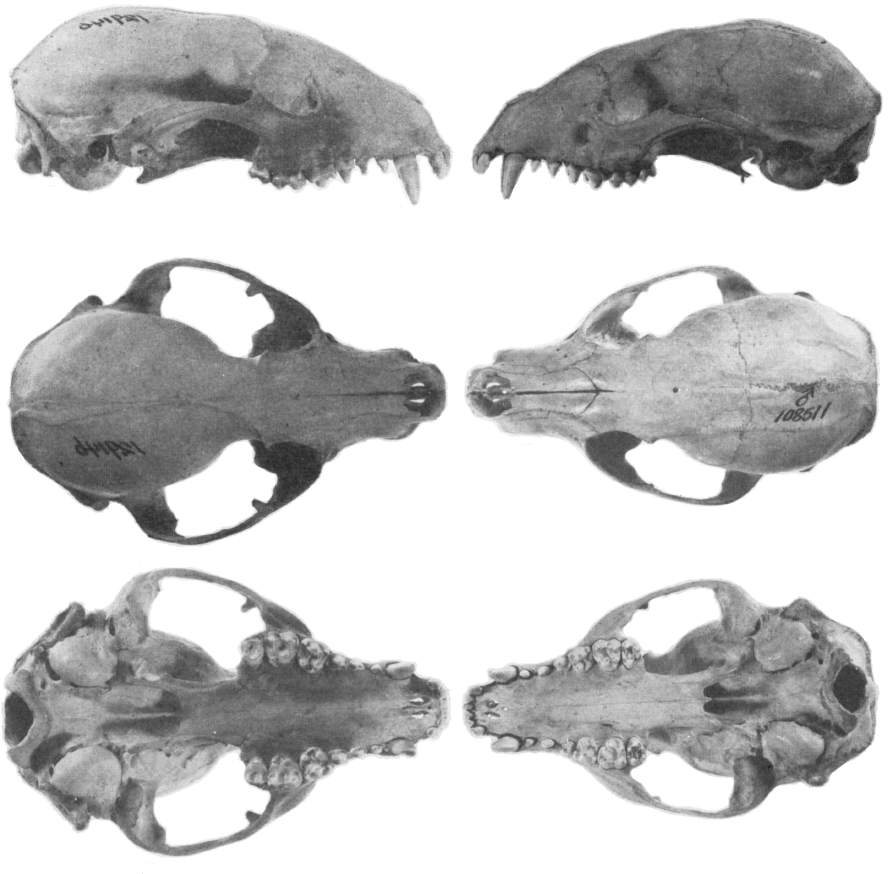
Crâne de raton laveur (à gauche) et crâne de raton de Cozumel (à droite).

Merriam a décrit le raton de Cozumel comme étant nettement plus petit, à la fois externe et crânien et facile à distinguer du raton laveur en raison de sa « large bande de gorge noire et de sa queue jaune dorée, de ses nasales courtes élargies vers l'arrière et arrondies et des particularités des dents ». Ses dents réduites indiquent une longue période d'isolement.
Outre sa taille plus petite et son museau plus arrondi, le raton de Cozumel ressemble en apparence au raton laveur. La fourrure sur le haut du corps est gris chamois avec des poils noirs occasionnels, tandis que les parties inférieures et les pattes sont de couleur chamois pâle. Le haut de la tête n'a pas la teinte chamois du reste du corps et a une coloration gris grisâtre, contrastant avec la fourrure blanche du museau et du menton, et avec le motif de « masque » noir autour des yeux. Une ligne de fourrure gris brunâtre descend au milieu du museau, rejoignant les motifs de « masque » de chaque côté. La queue est jaunâtre, avec six ou sept anneaux noirs ou bruns qui s'estompent sur le dessous. Chez les mâles, la peau du cou a une tache de fourrure orange relativement brillante.
Les adultes mesurent de 58 à 82 cm de longueur totale, y compris la queue de 23 à 26 cm, et pèsent entre 3 et 4 kg. Cela représente un exemple de nanisme insulaire, et les animaux sont, en moyenne, environ 18% plus courts et 45% plus légers que la sous-espèce de raton laveur commun trouvée sur le continent local, P. lotor shufeldti. Les ratons de Cozumel présentent également un dimorphisme sexuel, les mâles étant environ 20% plus lourds que les femelles.

## Distribution et habitat
Selon la liste rouge de l'UICN, cette espèce est considérée comme en danger critique d'extinction. En fait, ils rapportent qu'il ne reste qu'environ 250 à 300 individus sur la planète,. Ces ratons sont extrêmement menacés en raison de leur faible aire de répartition géographique. Il est endémique de l'île de Cozumel, une île d'environ 478 km2 située au large de la côte est de la péninsule du Yucatan au Mexique. L'île de Cozumel abrite plusieurs autres carnivores, dont le coati nain (Nasua narica nelsoni) et le renard gris nain (Urocyon sp.),. Les îles manquent généralement de mammifères terrestres, en particulier de carnivores, ce qui rend le raton de Cozumel et les autres uniques.
Sur l'île, le raton de Cozumel habite une gamme d'habitats, mais se limite principalement aux forêts de mangroves et aux zones humides sablonneuses de la pointe nord-ouest de l'île,. Cependant, il a également été capturé dans les forêts semi-persistantes et les terres agricoles entourant ces habitats préférés,, et dans le parc écologique de Punta Sur à l'extrémité sud de l'île.

## Comportement
On sait relativement peu de choses sur la taille des groupes d’individus. Ce sont principalement des animaux nocturnes et solitaires, mais peuvent parfois former des groupes familiaux éventuellement composés de la mère et des petits.
Les ratons de Cozumel vivent à des densités d'environ 17 à 27 individus par km2 et habitent des domaines vitaux en moyenne d'environ 67 -hectares. Cependant, les individus ne semblent pas défendre les territoires dans une grande mesure, et leur proche parent, le raton laveur, peut exister à des densités très élevées lorsque la nourriture est abondante. Bien qu'il n'y ait pas eu d'études détaillées sur leurs habitudes de reproduction, les femelles semblent donner naissance principalement entre novembre et janvier, éventuellement avec une deuxième portée pendant les mois d'été.

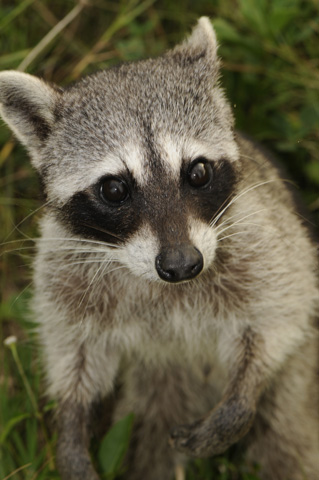
Raton de Cozumel

## Régime alimentaire
La spécificité de l'habitat des ratons de Cozumel est en grande partie due au type d'aliments qu'ils consomment. Leur régime alimentaire global se compose de crabes, de fruits, de grenouilles, de lézards et d'insectes. C'est un omnivore généraliste, mais les crabes représentent plus de 50 % de son alimentation. Leur alimentation est quelque peu saisonnière. Pendant la saison des pluies, les fruits et la végétation sont plus abondants et constituent une grande partie du régime alimentaire des ratons de Cozumel. Puis en saison sèche, ils commencent à consommer plus de crabes, d'insectes, de lézards, etc. Les crabes constituant plus de la moitié de la nourriture qu'ils mangent pourraient avoir un effet sur leur distribution limitée : ils restent près de l'eau où les crabes sont abondants.

## Spécialisations morphologiques
De nombreuses recherches ont été effectuées pour déterminer si le raton de Cozumel est en effet une espèce distincte du raton laveur commun. Cuaron et al. (2004) ont rapporté que les recherches menées par de nombreux chercheurs différents concluent qu'il s'agit d'espèces distinctes. La taille du corps et la taille du crâne seraient plus petites chez P. pygmaeus, d'où le nom de pygmée. D'autres différences morphologiques incluent une large bande de gorge noire, une queue jaune dorée et des dents réduites ; « ces caractéristiques et d'autres indiquent une longue période d'isolement ».

## État de conservation
Les carnivores insulaires au sommet de la chaîne alimentaire disparaissent souvent peu après l'arrivée des humains. Le principal danger pour le raton  de Cozumel est le développement de l'île de Cozumel en raison de l'industrie du tourisme. Parce que les ratons ne sont situés que dans une petite zone côtière à l'angle nord-ouest de l'île - une zone couverte pour le développement - les effets de la perte d'habitat sont particulièrement graves. Il n'y a pas de lois protégeant les ratons de Cozumel et pas de terres réservées pour eux.
Les nouvelles menaces à leur survie qui ont fait l'objet de recherches ces dernières années sont les maladies et les parasites. Cozumel a une population de chats harets et de chats et chiens domestiques qui peuvent transmettre des maladies aux ratons. En moyenne, il y a environ deux espèces de parasites différentes présentes dans chaque hôte. Ce n'est pas l'abondance globale, mais simplement le nombre absolu d'espèces trouvées. Certains ratons laveurs capturés avaient développé des anticorps contre certaines maladies. Les chats ne sont introduits que récemment sur l'île car les humains les amènent comme animaux de compagnie.

### Actions de conservation
Une approche de conservation serait de réduire ou même d'éliminer l'impact humain sur les forêts de mangroves, en particulier dans le coin nord-ouest de l'île. Cela constituerait l'arrêt du développement dans cette zone et d'établir des terres protégées pour les ratons laveurs. Ces terres à réserver comprendraient l'habitat essentiel à la survie de l'espèce, notamment les forêts de mangroves et les forêts semi-sempervirentes environnantes.
Une autre méthode qui pourrait aider à restaurer les populations est les techniques d'élevage en captivité. S'ils se reproduisent volontairement en captivité comme le font les ratons laveurs communs, cela pourrait être utilisé avec succès. De plus, l'arrivée d'animaux de compagnie, en particulier de chats sauvages, a apporté davantage de maladies et de parasites qui ont un effet significatif sur les ratons laveurs. La meilleure méthode pour réduire ces impacts est d'éliminer autant de chats sauvages que possible. Pour que toute action de conservation réussisse, le personnel de conservation devra trouver un moyen de faire des compromis avec l'industrie du tourisme pour sauver les ratons laveurs de Cozumel.
Glatston a également exhorté les chercheurs à continuer d'examiner l'espèce pour s'assurer que le pygmée est une espèce distincte de son taxon frère continental.